# Bushey
Bushey – miasto w Anglii, w hrabstwie Hertfordshire, w dystrykcie Hertsmere. Leży 26 km na południowy zachód od miasta Hertford i 23 km na północny zachód od centrum Londynu. Miasto liczy 24 000 mieszkańców.

## Współpraca
- Landsberg am Lech, Niemcy